# Cantones de la Federación de Bosnia y Herzegovina

Cantones de la Federación de Bosnia-Herzegovina.

La Federación de Bosnia y Herzegovina es, junto con la República Srpska, una de las dos entidades en que está dividida Bosnia y Herzegovina. La Federación de Bosnia-Herzegovina está organizada territorialmente en diez cantones (kantoni en bosnio, županije en croata, кантони en serbio). 
De los 10 cantones, cinco son de mayoría bosníaca, tres de mayoría croata, y dos son mixtos, lo que significa que existen procedimientos legales para la protección de las etnias constituyentes.

## Historia
Los cantones o condados de la Federación de Bosnia y Herzegovina fueron creados por los Acuerdos de Washington de 1994. Las fronteras actuales se definieron mediante los Acuerdos de Dayton en 1995. Los cantones se dividen a su vez en municipalidades (en singular općina u општина; en plural: općine u општине). Cada cantón tiene su propio gobierno con un gabinete liderado por un primer ministro, y cuenta con varias agencias y servicios oficiales.

## Cantones
| #  | Cantón (nombre oficial)                                        | Capital (coordenadas)                                   | Etnia mayoritaria               | Superficie (km²) | Población (2009) |
| -- | -------------------------------------------------------------- | ------------------------------------------------------- | ------------------------------- | ---------------- | ---------------- |
| 1  | Una-Sana Unsko-sanski Kanton                                   | Bihać 44°49′N 15°52′E / 44.817, 15.867                  | bosniaca                        | 4 125            | 288 114          |
| 2  | Posavina Posavska županija                                     | Orašje 45°7′59″N 18°42′1″E / 45.13306, 18.70028         | croata                          | 324.6            | 39 886           |
| 3  | Tuzla Tuzlanski Kanton                                         | Tuzla 44°32′17″N 18°40′34″E / 44.53806, 18.67611        | bosniaca                        | 2 649            | 498 549          |
| 4  | Zenica-Doboj Zeničko-Dobojski Kanton                           | Zenica 44°12′N 17°55′E / 44.200, 17.917                 | bosniaca                        | 3 343            | 400 602          |
| 5  | Podrinje Bosnio Bosanskopodrinjski Kanton                      | Goražde 43°40′N 13°58′E / 43.667, 13.967                | bosniaca                        | 504.6            | 33 093           |
| 6  | Bosnia Central Srednjebosanski kanton Županija Središnja Bosna | Travnik 44°13′N 17°40′E / 44.217, 17.667                | mixto (ligera mayoría bosniaca) | 3 189            | 254 992          |
| 7  | Herzegovina-Neretva Hercegovačko-neretvanska županija          | Mostar 43°20′58″N 17°48′45″E / 43.34944, 17.81250       | mixto (ligera mayoría croata)   | 4 401            | 225 930          |
| 8  | Herzegovina Occidental Zapadnohercegovačka županija            | Široki Brijeg 43°22′N 17°34′E / 43.367, 17.567          | croata                          | 1 362            | 81 707           |
| 9  | Cantón de Sarajevo Kanton Sarajevo Županija Vrhbosanska        | Sarajevo 43°52′N 18°25′E / 43.867, 18.417               | bosniaco                        | 1 276.9          | 423 645          |
| 10 | Herzeg-Bosnia (Cantón 10) Hercegbosanska županija              | Tomislavgrad 43°42′49″N 17°13′36″E / 43.71361, 17.22667 | croata                          | 4 934.9          | 80 800           |